# 사우스캐롤라이나주의 기

사우스캐롤라이나 주의 기

남북 전쟁 당시의 기

사우스캐롤라이나의 기는 사우스캐롤라이나주의 깃발이다. 남북 전쟁 당시 쓰였던 기에서 유래하였으며, 파란 바탕에 초승달과 주의 상징인 야자수가 새겨져있다.